# Приключенията на добрия войник Швейк през Световната война
„Приключенията на добрия войник Швейк през световната война“ (на чешки: Osudy dobrého vojáka Švejka za světové války) е недовършен сатиричен роман на чешкия писател Ярослав Хашек. Това е най-превежданото произведение на чешки език.
Книгата е изцяло илюстрирана от Йозеф Лада. Съкратеното название на романа е „Приключенията на добрия войник Швейк“. По първоначален замисъл, романът е трябвало да се състои от шест части. Хашек умира млад от туберкулоза през 1923 година, успява да завърши само четири части от романа, които сега обикновено се издават като една книга:
1. В тила (V zázemí, 1921)
2. На фронта (Na frontě, 1922)
3. Славният побой (Slavný výprask, 1922)
4. Славният побой продължава (Pokračování slavného výprasku, 1923; незавършена)

## Персонажи
- Йозеф Швейк, наричан просто Швейк
- Кръчмарят Паливец
- Бретшнайдер, таен полицейски агент
- Фелдкурат Ото Кац
- Поручик Лукаш
- Готвачът Юрайда
- Фелдфебел Ванек
- Подпоручик Дуб
- Сапьорът Водичка, който мрази унгарците, приятел на Швейк
- Фелдфебел-школникът Биглер
- Балоун, който по-късно става ординарец на поручик Лукаш

## Сюжет
Внимание:  Текстът по-долу разкрива сюжета на произведението (или части от него)!
Романът разказва историята на чешкия ветеран Йозеф Швейк и неговите приключения в армията. Разказът започва с новината за атентата в Сараево, довел до избухването на Първата световна война. Швейк е толкова силно ентусиазиран да служи на своята родина, че никой не може да прецени дали просто той е един малоумник или хитро подкопава усилията на австро-унгарската армия. Тази идиотщина на Швейк вкарва в чешкия език думата švejkovina („швейковщина“)
Историята продължава с описание на събитията, случващи се в началото на Първата световна война – присъединяването на Швейк към армията и различните приключения, случващи му се първо в тила и след това по време на настъплението при присъединяването му към неговата част на фронта. Незавършеният роман спира внезапно, преди да ни разкаже дали Швейк е имал възможността да участва в битка или да влезе в окопите. Романът е продължен от чешкия писател Карел Ванек – „Швейк в руски плен“.

## Значимост и критика
| „ | Като Диоген, Швейк се лута по краищата на враждебното общество, защитавайки своето независимо съществование. | “ |
| Петер Щайнер, Цинизъм: Добрият войник Швейк от Ярослав Хашек, Поезията днес 19:4 (1998), стр.469 – 98. | |   |

Ярослав Хашек и в частност този роман са обект на нескончаеми статии, есета, изследвания и книги. Те са написани от голямо разнообразие от автори, включващи негови приятели и познати, почитатели и хулители, и литературни критици, появили се почти веднага след публикуването на незавършения роман и ранната смърт на автора през 1923.